# Colegio Nuestra Señora de las Maravillas
El Colegio Nuestra Señora de las Maravillas es un colegio privado de Madrid (España), perteneciente a los Hermanos de las Escuelas Cristianas (más conocidos como Hermanos de La Salle). Fue fundado en 1892 por el hermano Justinus Marie. Hoy en día se sigue impartiendo docencia bajo la dirección de Juan José Cerrajero a unos 2.000 alumnos, frente a los 10 que tenía el día de su inauguración. Celebra su festividad, el Día de las Familias, a principios del mes de junio. Para el evento se celebran entre el profesorado y el alumnado diversas actividades culturales entre las que destaca la llamada Semana Cultural.
Su gimnasio, obra del arquitecto Alejandro de la Sota Martínez en 1962, fue declarado Bien de Interés Cultural en mayo de 2018.

## Historia

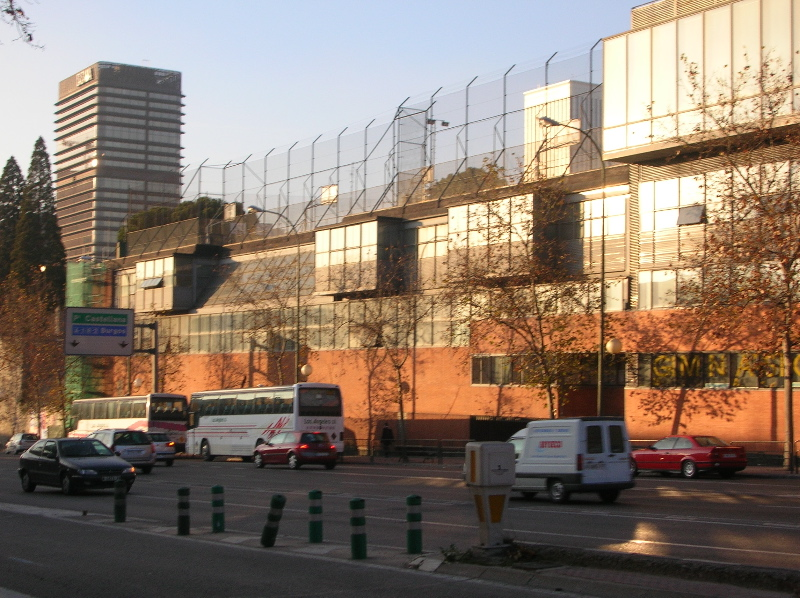
Fachada posterior del Colegio Nuestra Señora de las Maravillas y del gimnasio.

El origen del colegio se halla en el noviciado que los Hermanos de las Escuelas Cristianas construyeron en la calle de Bravo Murillo, en el madrileño barrio de Cuatro Caminos, en 1889, apenas doce años después de la llegada de la orden a España. Adoptó su nombre de una antigua fábrica de papeles satinados que se encontraba en el solar adquirido por los Hermanos de La Salle, denominada Las Maravillas. Tres años después, se dispuso el traslado del noviciado al pueblo de Bugedo en Burgos, así que el colegio adoptó tanto los terrenos y el edificio, como el nombre.
El colegio mantuvo su ubicación hasta el 11 de mayo de 1931, cuando fue incendiado, junto con su aneja Escuela de San José, por exaltados anticlericales durante el episodio conocido como «quema de conventos», especialmente virulento en la capital de España (tras su destrucción, en el solar se construyó el Mercado de Maravillas). La nueva constitución y las leyes acompañantes prohibían que las órdenes religiosas se dedicasen a la enseñanza, pero estas soslayaron el obstáculo utilizando a particulares como pantalla, de forma que aunque formalmente la propiedad no era de la orden religiosa, esta seguía rigiendo el colegio. Así, se reabrió el colegio en 1933 en un chalet ubicado en el número 54 del Paseo de la Castellana bajo el nombre de Colegio-Academia Menéndez Pelayo, hasta que el 20 de julio de 1936 deben dispersarse de nuevo bajo unas circunstancias dramáticas. Uno de los hermanos del colegio, el Hno. Vidal Ernesto, resultó asesinado.
Tras el final de la Guerra Civil en 1939, el colegio abre por tercera vez recuperando su nombre original al cargo de catorce hermanos de La Salle dirigidos por el Hno. Hilario Felipe. El colegio fue creciendo, hasta que en el año 1943 llegaron a los 560 alumnos inscritos, por lo que era necesario un traslado a mayores instalaciones.
Se llega así en 1946 a la tercera y última ubicación del colegio, unos terrenos de 9.000 metros cuadrados adquiridos en 1941 en la Colonia de El Viso, donde sigue permaneciendo hoy día. El traslado empezó a producirse otro 11 de mayo, para ser inaugurado el día 15 de mayo, coincidiendo con la festividad de San Juan Bautista de La Salle.
Durante los años 50 tienen lugar dos importantes inauguraciones, la de la "Capilla", y el "Salón de Actos", que sirven de constatación del rápido crecimiento del colegio, acrecentado por la que sería quizás su mayor obra en 1962 con la inauguración del Polideportivo.

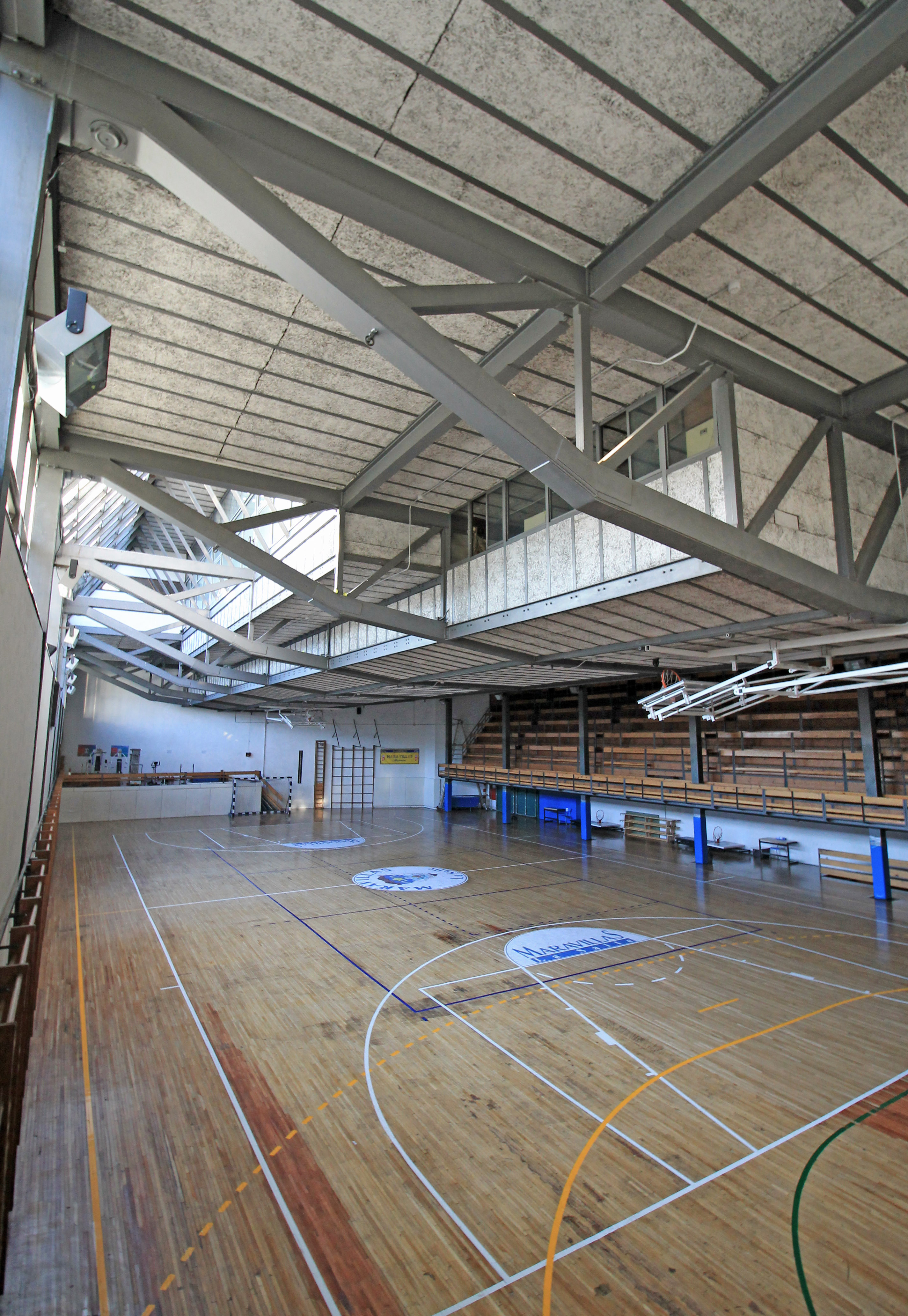
Gimnasio del Colegio Maravillas.

Cabe destacar la figura de María Inmaculada (reproducción de la imagen en una de las columnas de la Plaza de España de Roma) que se encuentra en la fachada exterior de la Iglesia del colegio, orientada a la calle Joaquín Costa, que es la figura original existente desde la primera ubicación del colegio, y que fue de lo único que logró salvarse al incendio de 1931. Fue bendecida en 1892 por el Nuncio de S.S., Monseñor Angelo di Pietro.

## Gimnasio
En 1962 se inaugura el famoso Gimnasio, considerado hoy día como una de las mayores construcciones arquitectónicas de Madrid, y objeto de análisis para los estudiantes de arquitectura. Fue diseñado y construido por el arquitecto Alejandro de la Sota Martínez que debía salvar el desnivel de 12 metros existente entre las calles Guadalquivir y Joaquín Costa.

## Centenario
En el año 1992 tiene lugar el Centenario del colegio, durante el que recibe la Bendición Apostólica por parte de S.S. el Papa Juan Pablo II. Se suceden diferentes actividades entre el alumnado y el profesorado para conmemorar sus 100 años de vida. Así como la tradicional "Misa del Gallo", o la festividad del "Día de las Familias".
Cabe destacar la presidencia del "Acto Cultural" a cargo del Ministro de Educación, D.Alfredo Pérez Rubalcaba, la concesión a la institución de la "Medalla de Oro de la Ciudad de Madrid" del Ayuntamiento de Madrid a manos de su alcalde D.José María Álvarez del Manzano, y  la presidencia honorífica de la "Comisión del Centenario", creada a ese efecto, ejercida por S.M. el Rey Don Juan Carlos I, que benévolamente les concedió una audiencia, entre muchas otras personalidades.
Además, el acto de "Imposición de Insignias" a los alumnos de C.O.U de último curso, estuvo presidido por S.A.R. el Príncipe Don Felipe de Borbón y Grecia, y en él se le impuso la "Medalla de Honor" del colegio y fue nombrado "Colegial de Honor".

## Actividades

### Granja Escuela
El colegio realiza para sus alumnos más pequeños de primer y segundo curso una actividad cultural muy enriquecedora. A comienzos de la primavera, a los alumnos que así lo deseen tras el debido consentimiento paterno, se les lleva a una "Granja Escuela" donde sin duda tendrán un aprendizaje distinto al de las aulas, pero igual de educativo, y siempre rodeados de un ambiente rural. La actividad tiene una duración de una semana, en la que se encuentran bajo la tutela de los propietarios de la citada granja, así como algunos de los profesores del colegio.

### Deportes

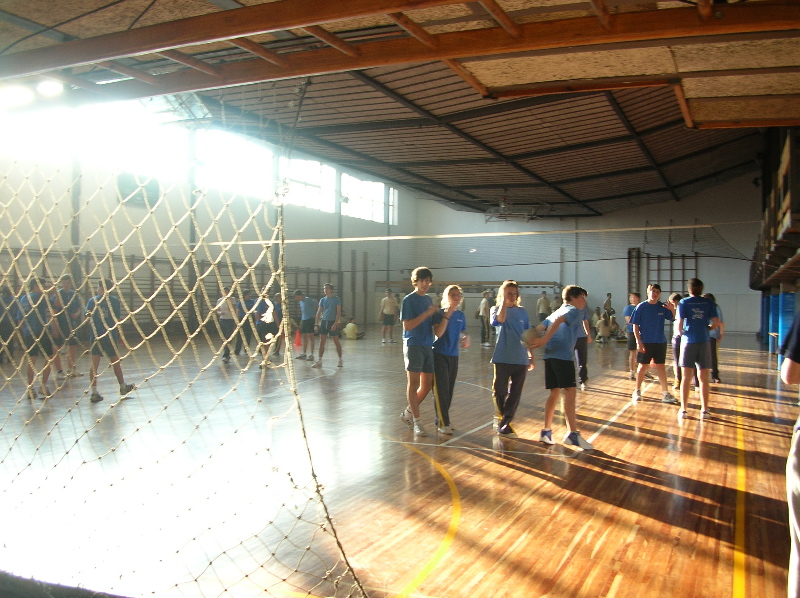
El deporte, muy integrado en la educación del colegio.

La práctica del deporte ha estado siempre muy vinculada a la docencia en el colegio. Así, desde prácticamente su fundación, se ha venido desarrollando su fomento y práctica dentro de las actividades escolares. Algunos de los deportes practicados han sido entre otros, el Voleibol, el Hockey, el Fútbol, la Natación, el Baloncesto y el Balonmano, de los cuales estos dos últimos son los más extendidos y practicados, lo que ha llevado a conquistar algunos éxitos importantes.
Se crea fuera del ámbito escolar, pero siempre practicado por sus alumnos y exalumnos, el "Club Deportivo Maravillas" en el año 1988. Algunos de los equipos de mayor categoría compiten a nivel municipal en la Comunidad de Madrid; hay que destacar la sección de Balonmano, que milita en la "Primera División Nacional", antesala de la División de Honor "B", llegando incluso a disputar, en la temporada 1999-00, la fase de ascenso, a la que tuvo que renunciar por falta de medios.

### Coro
Como reconocido ámbito religioso, el colegio cuenta entre sus actividades docentes y extraescolares con un "Coro" o "Coral".
Éste, el "Coro del Colegio Nuestra Señora de las Maravillas" forma desde que son alumnos en la práctica del canto a aquellos que así lo deseen. Posee además el "Coro de Antiguos Alumnos". En cada celebración religiosa programada por el colegio, ya sea una oración conjunta por parte de todos los alumnos, o acto religioso (bodas, comuniones, misas, etc.), se hace notar su presencia, ya sean los alumnos más pequeños, o el coro oficial, por así decirlo.

## Labor humanitaria
El colegio colabora desde 1987 a través de la "ONG Edificando Comunidad de Nazaret", en tareas de promoción y desarrollo de las personas y pueblos más desfavorecidos del mundo. Esta iniciativa nace animada por Antiguos Alumnos y Padres de Familia.
Además, cada año, los alumnos del colegio participan en el "Día del DOMUND" (Domingo Mundial de las Misiones de la Iglesia) en una actividad extraescolar. Cada alumno recibe una hucha para ir haciendo una recolecta durante una semana para el citado día.

## Antiguos Alumnos
Para los alumnos que han finalizado sus estudios en el colegio, o que pertenecieron a él en algún momento, existe la "Asociación de Antiguos Alumnos" que ofrece tanto información, como distintas actividades culturales y deportivas que permiten seguir ligados al colegio, aun a distancia de mucho tiempo.

## Directores
- Justinus Marie (fundador 1892)
- Lucidas Joseph (1893-98)
- Justinien Martyr (1898-99)
- Jovinien Pierre (1899-04)
- Hipólito (1904-23)
- Regimberto (1923-29)
- Hilario Felipe (1929-45)
- Felipe Urbano (1945-46) 1º Directorado
- Pelayo María (1946-49)
- Teodosio Luis (1949-55)
- Felipe Urbano (1955-57) 2º Directorado
- Domingo Ruiz (1957-63)
- Ricardo Álvarez (1963-66)
- Evaglio Sánchez (1966-67)
- Luis Álvarez (1967-72)
- Inocencio Barbero (1972-81)
- Esteban Hernáez (1981-89)
- Alejandro Pérez-Ochoa (1989-04)
- Teodomiro Rodríguez (2004-2012.)
- Juan Alberto Pérez Pérez (2012-2016.)
- Juan José Cerrajero Amat (2016- Act.)

## Apariciones mediáticas
El colegio ha aparecido en innumerables publicaciones informativas, destacando sus efemérides y noticias. Pero además, distintas instalaciones del colegio han sido en numerosas ocasiones escenarios de grandes y singulares eventos mediáticos:
- La Iglesia fue el escenario de la serie de televisión "¡Ay, Señor, Señor!" protagonizada por Andrés Pajares, y unos jóvenes Javier Cámara y Neus Asensi. (1994-95).
- El Gimnasio, además de aparecer en numerosas publicaciones de arquitectura por su significancia y protagonismo, fue la cancha donde el Real Madrid de Baloncesto disputó sus partidos como local mientras se construía la Antigua Ciudad Deportiva del club. Además ha sido escenario de numerosos anuncios de televisión.
- El Patio de recreo fue el escenario del anuncio de la Cerveza San Miguel protagonizado por los hermanos Pau Gasol y Marc Gasol. (2011).